# Amphitryon

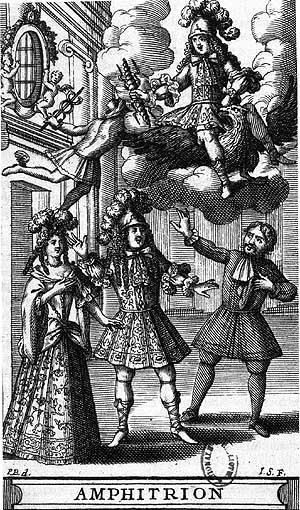
Tranh bìa của ấn bản được ra mắt năm 1682 về vở hài kịch Amphitryon của Molière, dựa trên truyện tranh của Plautus về huyền thoại của người anh hùng cùng tên: các vị thần bao gồm Jupiter (Zeus) đang cải trang thành Amphitryon và cưỡi trên lưng đại bàng, và Mercury (Hermes) từ trên Olympus xuống trần để can thiệp vào công việc của các nhân vật người trần trong vở kịch.

Amphitryon (/æmˈfɪtriən/; Tiếng Hy Lạp cổ: Ἀμφιτρύων, gen.: Ἀμφιτρύωνος; cái tên thường được hiểu mang nghĩa là "quấy rối cả phía khác", Latin: Amphitruo), trong thần thoại Hy Lạp là con trai của Alcaeus, vua thành Tiryns ở Argolis. Mẹ của ông tên là Astydameia, con gái của Pelops và Hippodamia, hoặc Laonome, con gái của Guneus, hoặc là Hipponome, con gái của Menoeceus. Amphitryon là anh trai của Anaxo (vợ Electryon), và Perimede, vợ Licymnius. Ông là chồng của Alcmene, con gái của Electryon, ông cũng là cha dượng của người anh hùng Hy Lạp Heracles.

## Thần thoại
Ông được sinh ra ở thành Tiryns thuộc Argolis nằm phía đông bán đảo Peloponnese. Ông trở thành vua của thành Troezen
và đóng vai trò nhiếp chính ở thành Mycenae. Ông là bạn của Panopeus.
Vô tình giết chết cha vợ tương lai là vua Electryon thành Mycenae, Amphitryon chạy trốn khỏi thành Mycenae nhờ sự trợ giúp của anh trai Electryon là Sthenelus. Ông cùng Alceme chạy trốn đến thành Thebes, nơi ông được vua Creon thành Thebes rửa tội bằng máu.
Alceme lúc này đang mang thai. Dù được cha hứa gả cho Amphitryon, bà đã từ chối cưới ông chỉ đến khi ông trả thù cho cái chết của tất cả các anh trai bà, trừ một người đã hy sinh ở trận chiến chống lại những người Taphian (Khi trở về từ trận chiến này, Electryon bị giết). Amphitryon sau đó ra trận chống lại người Taphian cùng vua Creon. Creon đã đồng ý hỗ trợ ông với điều kiện ông phải giết được con cáo Teumessian được Dionysus thả xuống trần để tàn phá vùng nông thôn thành Thebes.
Người Taphian vẫn bất khả chiến bại cho đến khi Comaetho, vì phải lòng Amphitryon đã nhổ đi sợi tóc vàng duy nhất của cha mình là Pterelaus, khiến ông ta mất đi khả năng bất tử. Đánh bại được kẻ địch, Amphitryon giết chết Comaetho và trao lại vương quốc của người Taphos cho Cephalus cai trị. Trở lại thành Thebes, Amphitryon cưới Alceme, người sau này sinh đôi hai con trai là Heracles và Iphicles. Chỉ có Iphicles là con trai ruột của Amphitryon. Còn Heracles là con trai của Zeus, vị thần cải trang thành Amphitryon để đến gặp Alceme khi Amphitryon thực sự đi vắng. Zeus khi cải trang thành Amphitryon đã kể lại chiến thắng của Amphitryon trước các con trai của Pterelaus chi tiết đến nỗi Alceme tin rằng ông chính là chồng sắp cưới của mình. Amphitryon và Alcmene cũng có một người con gái tên Laonome.
Amphitryon và Heracles thua cuộc trong trận chiến chống lại những người Minyae để giải cứu thành Thebes khỏi việc phải nộp cống phẩm. Trong vở kịch Heracles của Euripides, Amphitryon vẫn còn sống khi Heracles giết chết những người con của mình và Megara, vợ mình.